# Tháp (Phật giáo)

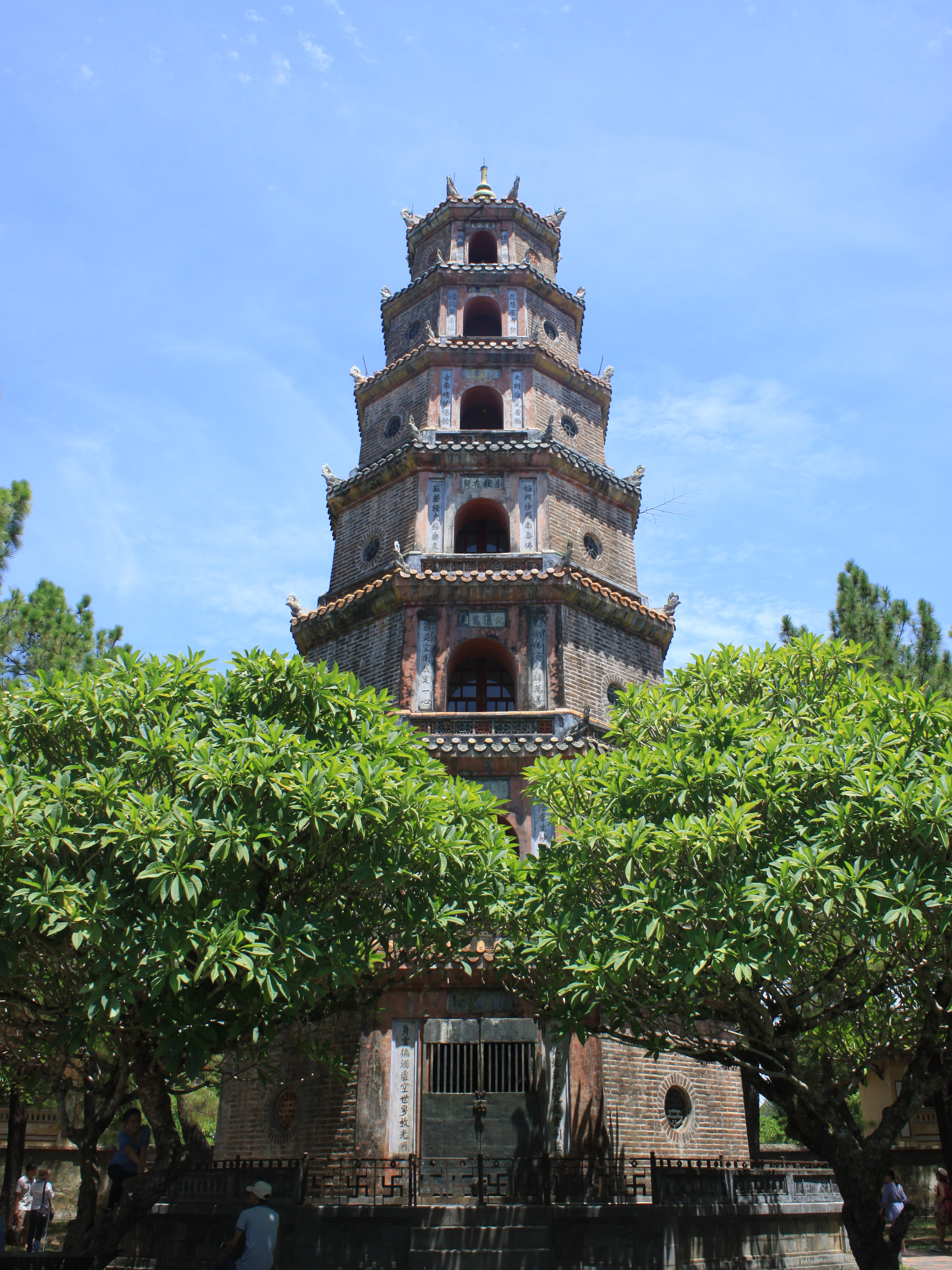
Tháp Phước Duyên thuộc chùa Thiên Mụ - biểu tượng đặc trưng ở Thừa Thiên Huế

Tháp (chữ Hán: 塔) còn được gọi là bảo tháp (bửu tháp), Phật tháp hay tháp chùa là công trình kiến trúc Phật giáo thường được xây trong khuôn viên các thánh tích, chùa chiền, hình dáng về cơ bản là cao, nhỏ dần về đỉnh. Trong lịch sử kiến trúc Phật giáo, thì tháp chính là ngôi chùa, và các ngôi chùa ban đầu thì kiến trúc tháp là trọng tâm. Kiến trúc nguyên thủy đó gọi là stupa (phiên âm tiếng Phạn: tháp bà, tức phù đồ), từ stupa đơn đến quần thể stupa, các nhà sư đến đây hành lễ, tưởng niệm về đức Phật. Ở Đông Á, kiến trúc tháp (塔) đã phát triển thành một dạng thức kiến trúc hoàn toàn mới, mang đặc trưng kiến trúc Trung Hoa, là công trình có nhiều tầng và diềm mái đua ra ở các mặt.

## Tên gọi và nguồn gốc

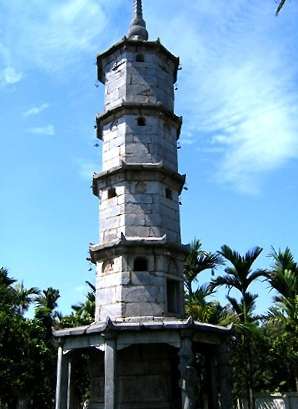
Tháp đá Báo Nghiêm, chùa Bút Tháp, kiến trúc Phật giáo Việt Nam thế kỷ XVII

Theo Phật học từ điển của Đoàn Trung Còn thì "tháp" hay "pagoda", "tháp bà", "đâu bà", "du bà", "tụy đồ ba", "tụy đô bà", "phù đồ"... đều là những tên gọi phiên âm của "stupa" (tiếng Phạn: स्तूप). Ấy là những tòa kiến trúc cao, nhiều tầng, dưới lớn trên nhỏ, để thờ xá lị của chư Phật hoặc của các bậc thành đạo như Bồ-tát, Duyên-giác, A-la-hán; hoặc để táng di cốt của các bậc tôn túc từng hành đạo trong các ngôi chùa.
Tháp cũng là nơi các đệ tử của Phật dựng kỷ niệm ở những địa điểm quan trọng trong cuộc đời đức Phật như: Tứ Động Tâm nơi mà Phật Đản Sinh, Thành Đạo, Chuyển Pháp, Nhập Niết Bàn. Về sau Tháp có thể an trí cả kinh điển bên trong hoặc là đối tượng để thờ cúng, thiền định, các bảo tháp loại này thường bằng đồng, gỗ, vàng, bạc, ngọc... nêu biểu các biểu tượng giáo lý của Phật giáo.
Kiến trúc tháp đã trải qua một quá trình biến đổi khá dài, xuất phát từ Gandhara (Tây Bắc Ấn Độ), tháp nền hình tròn bằng phẳng được thay thế bằng một nền hình ống, chia thành nhiều đoạn. Phần bán cầu được kéo dài ra, nhưng so với nền ống thì nhỏ hơn trước. Phần nằm trên bán cầu cũng được kéo dài, chia thành nhiều tầng, biến thành hình nón. Khoảng năm 150 - 400, phần gốc hình ống lại biến thành hình vuông và trở nên phổ biến tại vùng Nam Á.  Khi Phật giáo truyền vào Trung Hoa, ngôi tháp Phật giáo cũng biến đổi về dạng thức kiến trúc trở thành phong cách lầu các.

## Triết lý kiến trúc tháp
Người ta cho rằng, khi Phật tịch diệt, ngài đặt cái bát lên trên bộ quần áo, trao lại cho đệ tử, nên gọi là trao y bát, tức là truyền thừa cho người kế tục. Cái bát úp trở thành hình thức mộ tháp ban đầu. Từ stupa Sanchi đến các tháp ở Sri Lanka, Myanmar, Thái Lan, Campuchia, và Borobudur ở Indonesia, tháp ở Trung Hoa và Nhật Bản, là một lịch sử kiến trúc và điêu khắc phong phú và biến đổi theo từng quan niệm của Phật giáo khi đi vào từng địa phương. Tháp trở thành một biểu tượng không chỉ của Phật giáo, mà còn là sức mạnh của nhà nước sùng Phật giáo đó, của sự hướng thượng, khẳng định vị thế Phật vương, và sự giác ngộ cái vô cùng là trời đất, vũ trụ, nên tháp cũng là một vũ trụ thu nhỏ, là núi Tu Di, nơi tựa của thế giới hay núi của thần thánh.

### Tây Tạng và Phật giáo Nguyên thủy

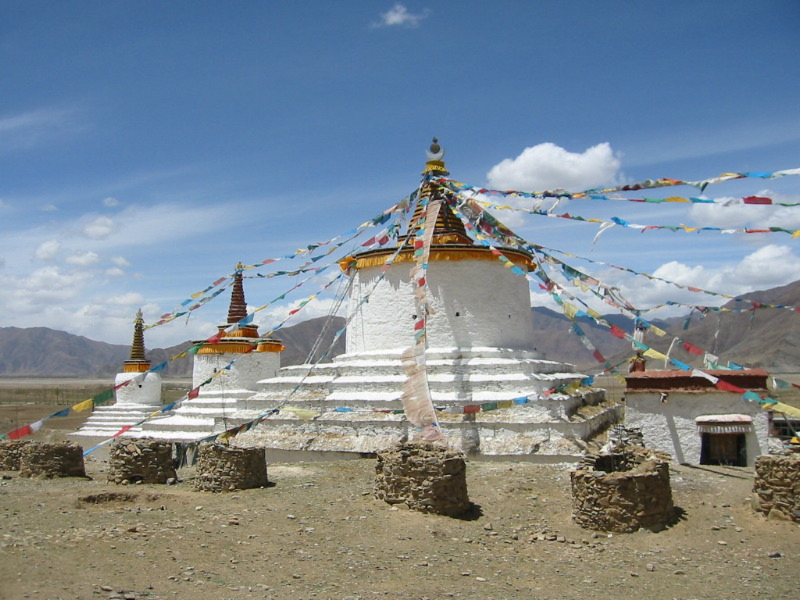
Tháp dạng Chorten gần Lhasa ở Tây Tạng

Hình dạng của Phật tháp biến đổi dần khi đi về phương Bắc. Tại Tây Tạng, trên cơ sở của hình bán cầu ban đầu, tháp có thêm những phần mới như chân tháp, thân tháp, ngọn tháp. Ngày nay ở các quốc gia theo Phật giáo Nguyên thủy và Phật giáo Kim Cang thừa như: Ấn Độ, vùng lãnh thổ Tây Tạng, Mông Cổ, Myanmar, Thái Lan, Lào, Campuchia... tháp thường có cơ bản năm phần, từ dưới lên trên kết cấu như một con người ngồi tọa thiền:
- Đế hình vuông thể hiện Địa Đại (đất)
- Phần bầu tròn thể hiện Thủy Đại (nước)
- Phần các nón nhọn hướng lên thể hiện Hỏa Đại (lửa).
- Phần lọng che thể hiện Phong Đại (gió)
- Phần trên cùng thể hiện Không Đại (một khái niệm triết học trừu tượng có nghĩa "vừa là tinh thần vừa là vật chất, vừa là tất cả vừa không là gì").

Năm cái này với con người sẽ sinh ra: xúc, vị, hương, thanh, sắc (cũng từ dưới lên trên: xúc giác - cảm xúc, màu sắc, vị, hương, tiếng và sắc). Qua cái tháp, con người sẽ tri giác được sự cấu thành của vạn vật và chính bản thân mình, sự đi lên từ vật chất đến trí huệ.

### Trung Hoa và Phật giáo Đại thừa

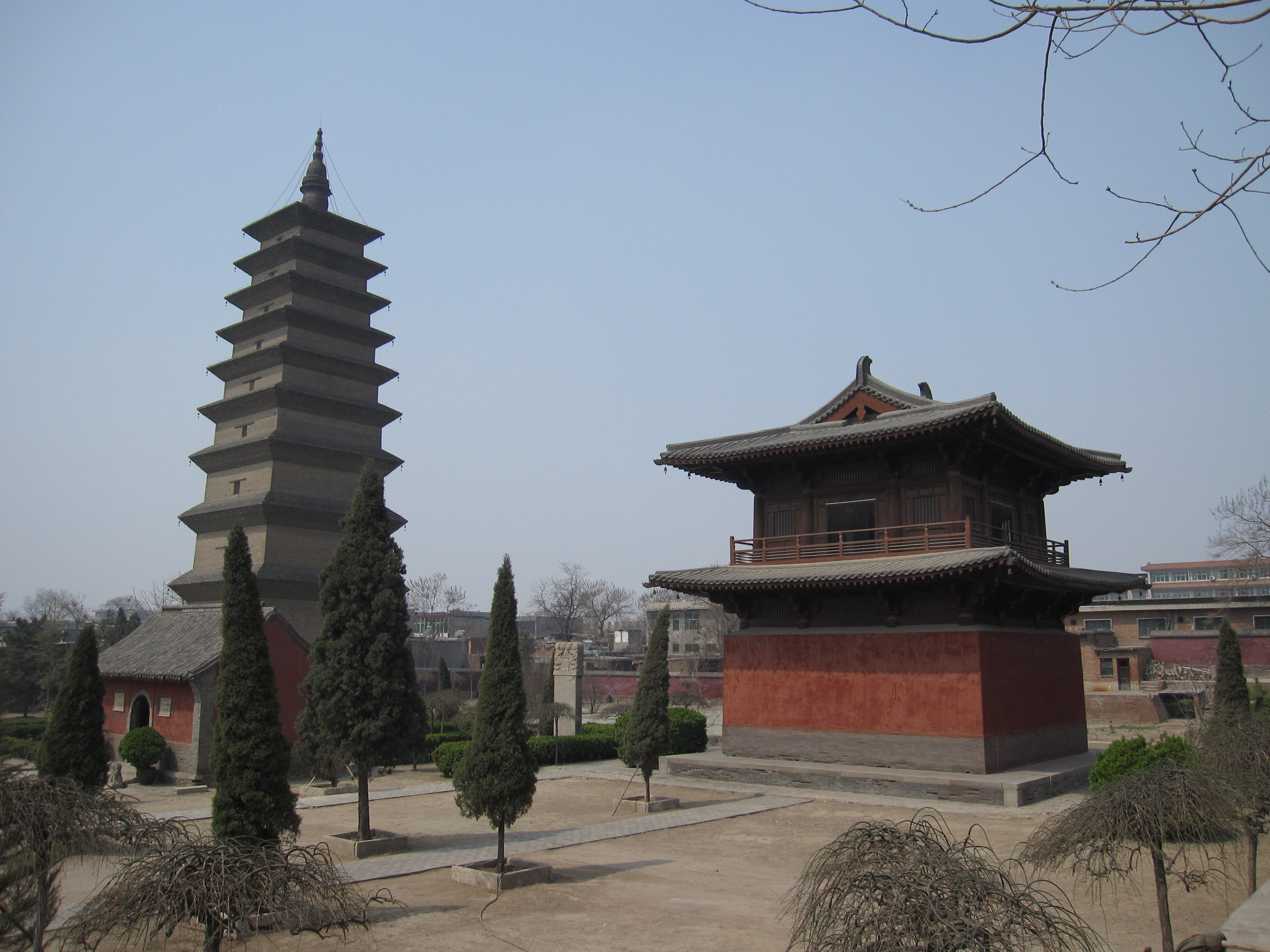
Tháp Tu Di xây năm 636 (bên trái) và tháp chuông (bên phải) đời Đường của Khai Nguyên tự ở Hà Bắc, Trung Quốc

Tháp ở các quốc gia theo Phật giáo Đại Thừa như Trung Quốc, Nhật Bản, Việt Nam, Triều Tiên - Hàn Quốc thường có dạng như một tòa lầu nhiều tầng tuy nhiên vẫn thu nhỏ dần. Có sự thay đổi về kiến trúc này là vì theo quan niệm của người Trung Hoa, tháp là nơi chôn cất Xá lị Phật, thiêng liêng và thần thánh, phải dùng hình thức kiến trúc cao quý để tôn trí. Trung Quốc vào các thời kỳ Tần Thủy Hoàng và Hán Vũ Đế đã xây dựng lầu cao gác lớn để nghênh hầu thần tiên, nên khi thờ phụng Phật, người Trung Hoa cũng dùng loại kiến trúc vương giả này. Ngoài ra, khi ngửa đầu chiêm bái tháp cao, con người tự nhiên có lòng kính trọng và ngưỡng vọng; xây tháp cao để thờ Xá lị Phật là vì thế.
Tuy nhiên hình thức tháp Phức Bát của Ấn Độ không mất đi khi vào Trung Hoa. Nó đã được cải biến thành một kiểu tháp mới chia thành ba phần: Địa cung nền tháp, thân tháp và tháp sát. Tháp được dùng để an trí Xá lị Phật nên áp dụng phương thức lăng mộ địa cung để cải táng. Nền tháp làm nền tảng cho tòa tháp, phủ úp lên trên địa cung. Thân tháp là kết cấu chủ yếu của tòa tháp, có thể rỗng hoặc đặc. Tháp sát nằm ở đỉnh của tháp, bản thân giống một tòa tháp nhỏ, chia làm sát tọa, sát thân và sát đỉnh. Loại hình kiến trúc này dần dần phổ biến và được tiếp thu ở các nước chịu sự truyền bá của Phật giáo Trung Hoa.

## Phân loại kiến trúc tháp

### Tháp Tây Tạng
Ở Tây Tạng, bảo tháp Phật giáo được gọi là Chorten. Các Chorten nơi đây có hình dáng gần giống với các bảo tháp ở Ấn Độ, cụ thể là phong cách Bắc Ấn. Hình dáng có ba phần chủ yếu, phần đáy dưới cũng rộng, phần thân chính hình tròn vươn lên cao, mặt nghiêng mở rộng về phía trên (được gọi là anda), bên trên người ta đặt phần chính thứ hai. Cách xây dựng này cùng các thành phần hỗ trợ (được gọi là harmika) đánh dấu sự chuyển tiếp sang phần cuối cùng gồm có một cột với các chồng đĩa tròn hoặc những chiếc dù có kích thước nhỏ dần, số lượng chênh lệch từ tám đến mười ba cái. Với ý nghĩa truyền thống của Phật giáo, các Chorten Tây Tạng, bên cạnh việc được coi là cái cốt tủy của chính Đức Phật, còn có ý nghĩa về vũ trụ, đặc biệt là phần đỉnh. Đỉnh chorten được cấu tạo bởi năm hình thể kỷ hà biểu thị cho ngũ hành. Phần đế vuông biểu thị cho sắc, trong khi vòng tròn bên trên biểu thị cho thức. Tiếp đến, hình tam giác tượng trưng cho tinh thần và nửa vòng tròn biểu thị cho Phật pháp. Trên cùng của kiến trúc là một viên bảo châu rực lửa tượng trưng cho nguyên lý tối thượng. Kiến trúc và những chi tiết trang trí này phần nào nói lên sự đa dạng của bảo tháp Phật giáo, nói thể hiện được sự tiếp biến và việc bảo tồn phong cách đặc thù của mỗi nền văn hóa. Tuy nhiên, cũng cần phải nhấn mạnh rằng những ngôi tháp này vẫn chưa thể hiện được sự đa dạng và phần nào còn chịu ảnh hưởng của hình mẫu nguyên thủy.

### Tháp Trung Hoa

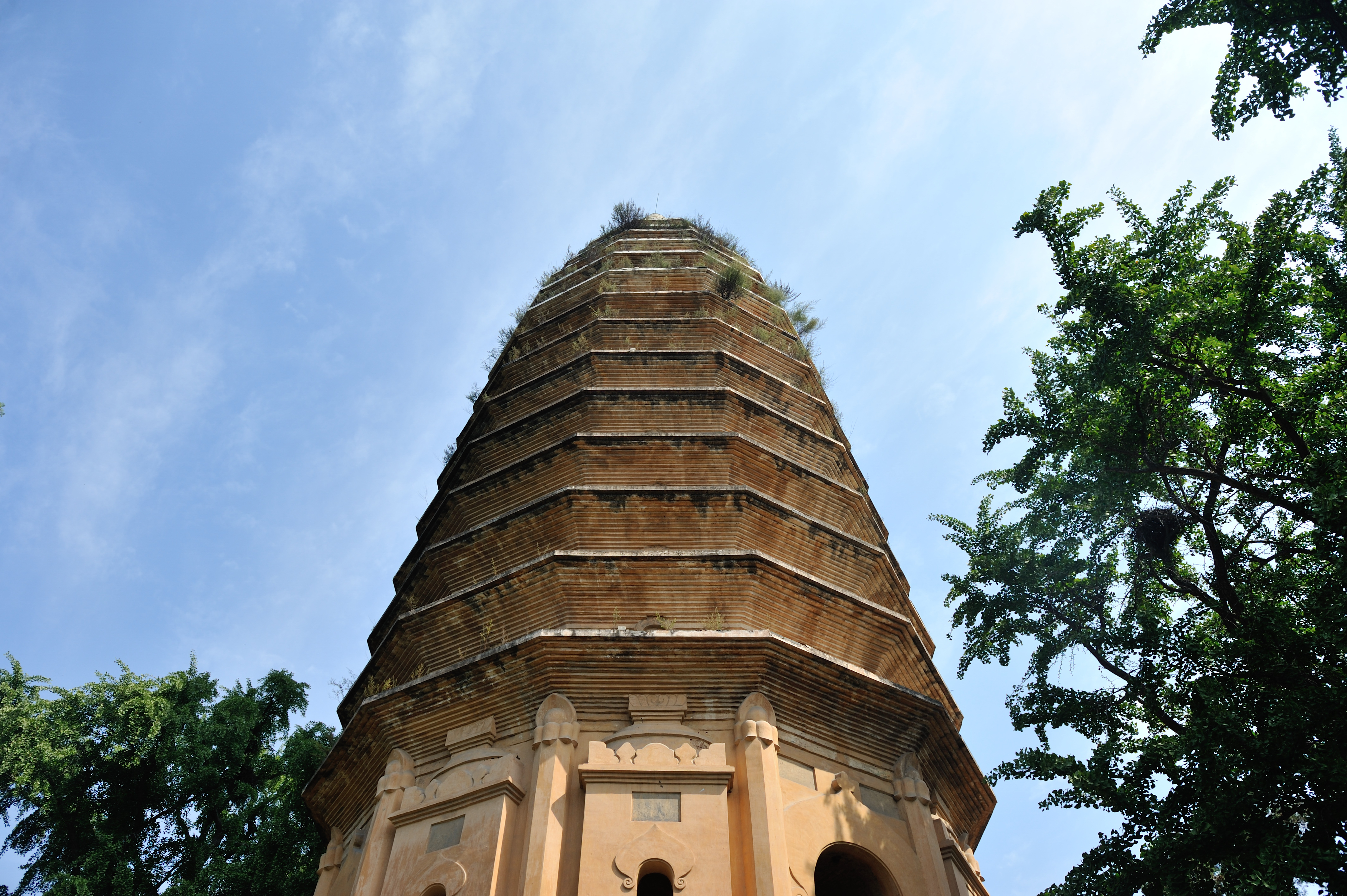
Cận cảnh phần diềm mái "Tung Nhạc tự tháp" xây năm 523 đời Bắc Ngụy ở Đăng Phong

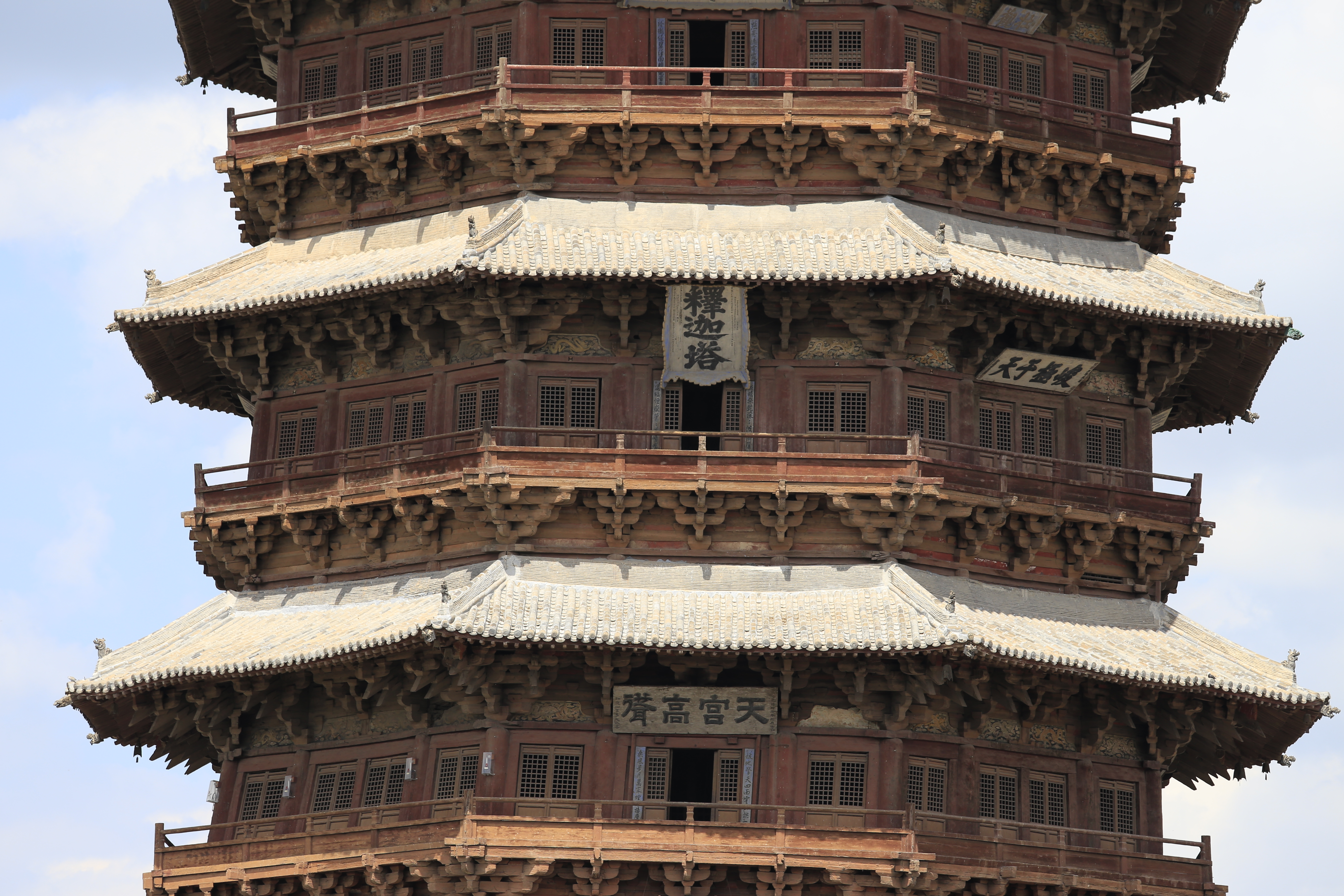
Cận cảnh Tháp Thích Ca, Phật Cung tự xây năm 1056 đời Nhà Liêu ở huyện Ứng

Ở Trung Hoa, tháp Phật có nhiều loại hình và kết cấu. Nêu chia theo hình dáng, có tháp hình vuông, hình lục giác, hình bát giác, hình tròn. Nếu chia theo hình khối sẽ có tháp đơn tầng (tháp mộ gọi là Bảo châu), thấp 3 tầng, 5 tầng, 7 tầng, 9 tầng…(trong thực tế tháp mộ có cả 6 tầng). Nếu chia theo vật liệu kiến trúc thi có tháp gỗ, tháp gạch, tháp sắt, tháp lưu ly. Có thể đơn cử một vài loại hình tiêu biểu như sau:
- Tháp kiểu lầu các: Bắt nguồn từ lầu các trong kiến trúc truyền thống Trung Quốc. Loại tháp này có lịch sử lâu đời, hình thể cao lớn. Tuy nhiên do dễ bị hỏa hoạn nên từ thời Tùy Đường trở đi, loại tháp lầu các bằng gỗ ít xuất hiện mà thay vào đó là những vật liệu bằng gạch, đá.

- Tháp kiểu mật thiềm: Là loại tháp có rất nhiều tầng hiên ở bên ngoài. Tháp chùa Tung Nhạc (Hà Nam, Trung Quốc) là một ví dụ.

- Hoa tháp: Là loại hình tháp được trang trí phức tạp như một đóa hoa ở phần nửa trên. Tồn tại chủ yếu vào thời Tống, Liêu, Kim.

- Ngoài ra còn có các loại hình khác như: tháp kiểu đình các, tháp kiểu Kim Cang bảo tòa, Quá Nhai tháp, Thiết tháp, Phồn tháp

Nhìn chung, tháp Trung Hoa phát triển theo kiểu "kiến trúc nhà". Cũng có khoảng không gian bên trong tháp. Xét về mặt kiến trúc, những ngôi tháp Trung Hoa chia ra 2 phần: phầm diêm thức và phần lầu thức. 
- Diêm thức là kiến trúc có nhiều điểm nhô ra. Tiêu biểu là tháp của Tung Nhạc Tự (Hà Nam, Trung Quốc) đã nói trên. Tháp bằng gạch, bình đồ 12 cạnh, 15 tầng. Tầng dưới là một phòng bát giác với 4 cửa. Các tầng trên thì được xây bằng gạch nhô ra dần, rồi đặt cấp vào dần thành ra "diêm". Các tầng sát nhau, có tam cấp lên.
- Lầu thức thì tháp được xây theo kiến trúc lầu, vốn bằng gỗ, mỗi tầng có mái lợp nhô ra. Tiêu biểu là tháp Thích Ca của Phật Cung Tự (Sơn Tây, Trung Quốc).

### Tháp Việt Nam

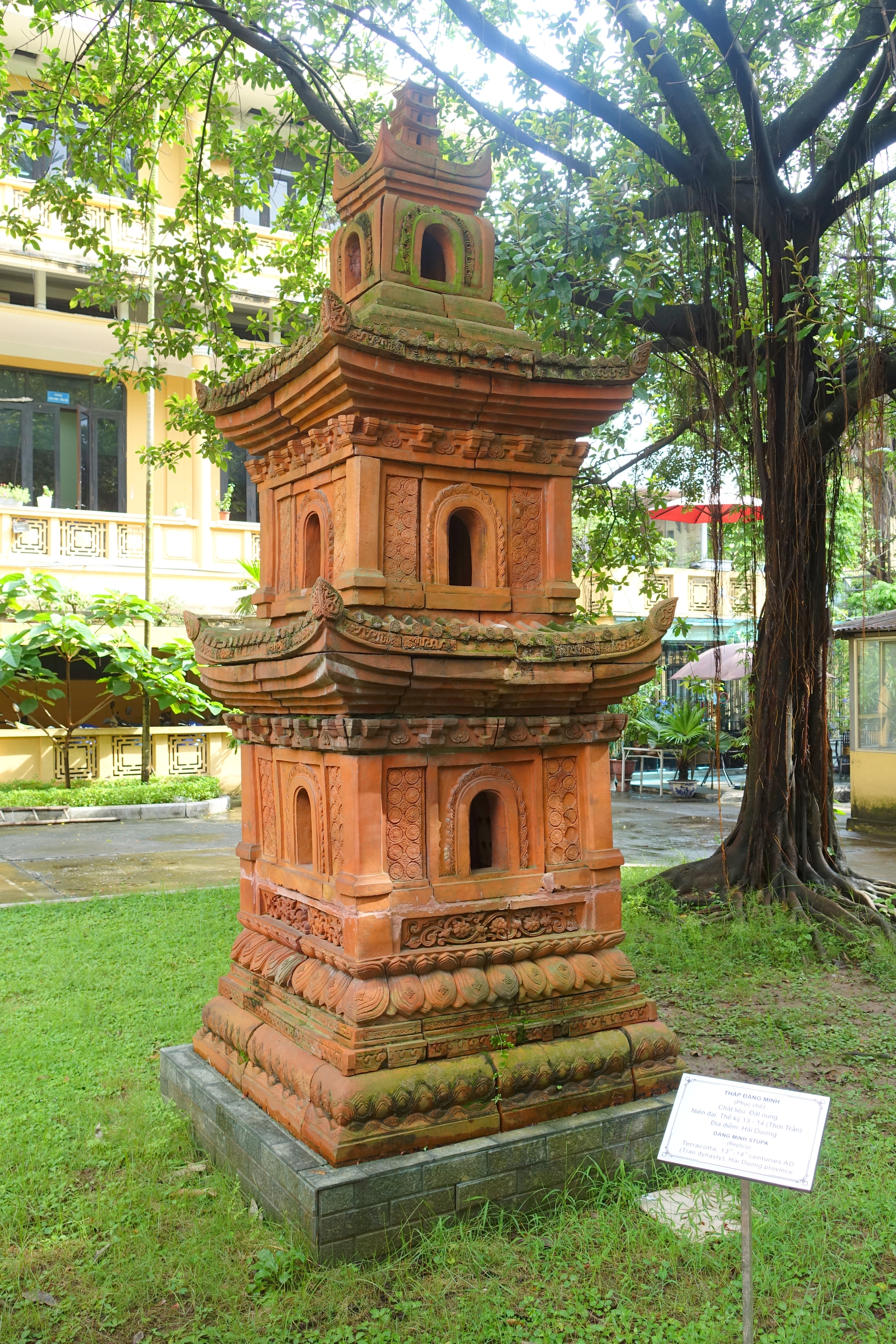
Đăng Minh bảo tháp (phục chế) bằng đất nung, thời Trần. Hiện vật gốc khai quật được tại chùa Côn Sơn năm 1979

Kiến trúc tháp cao tầng là một hình thức quan trọng của kiến trúc Phật giáo Việt Nam thuở ban đầu, với chức năng nơi tưởng niệm và hành lễ tôn giáo, chứa đựng xá lị sư tăng, mang tính chất đột phá không gian thu hút điểm nhìn từ xa. Tháp ở Việt Nam không quá cao, không quá to, mà phù hợp với những ngôi chùa trải rộng, thấp một tầng và hai tầng, mang tính tượng trưng hơn là phô diễn một kỹ nghệ kiến trúc hay một tham vọng Phật giáo. Nhưng một số thiền tự có cả rừng tháp, như quần thể vườn tháp chùa Phật Tích và chùa Bổ Đà từ hàng chục đến hàng trăm tháp nhỏ của nhiều đời sư tăng.
Những giáo phái Phật Giáo khác nhau đã có những quan niệm khác nhau về tháp. Phái Tịnh Độ Tông ở Việt Nam đã cho chúng ta loại tháp Hoà Phong (chùa Dâu) hay tháp Cửu Phẩm Liên Hoa (chùa Động Ngọ và chùa Bút Tháp) thì biểu trưng các tầng tháp về các kiếp tu của con người ("tam phẩm vãng sinh"). Những giai đoạn đầu tiên trong việc hành đạo và truyền đạo tại Việt Nam, các sư tăng đều thực hiện ở các tháp hơn là chùa như sau này. Vua Lý Thánh Tông cho xây 4 tháp lớn: tháp Đại thắng Tư Thiên tức là tháp Báo Thiên (1057), tháp Tường Long (1057 - 1059), tháp chùa Phật Tích (1066), tháp Thăng Bình (1068). Vua Lý Nhân Tông cũng cho xây rất nhiều tháp.  Có những tháp phải xây trong nhiều năm mới hoàn tất. 
Có những ngọn tháp trở nên nổi tiếng như tháp chùa Phật Tích xây năm 1057, theo tính toán có thể cao tới 60m và tháp chùa Báo Thiên nay là truyền thuyết, cao đến trăm trượng, chọc cả trời xanh. Tất cả những ngọn tháp thời Lý đã không còn tồn tại, chỉ còn hai ngọn tháp thời Trần (1226-1400) tương đối nguyên vẹn; là tháp chùa Phổ Minh, Nam Định và tháp Bình Sơn, chùa Vĩnh Khánh, Vĩnh Phúc, cao chừng 16 mét; đều xây bằng gạch trần, đỏ au nổi bật trên nền trời xanh. Ngoài ra còn tháp Hòa Phong, chùa Dâu với tạo hình cho thấy những đường nét nghệ thuật đời Trần, tháp đã đổ nát nhiều, được trùng tu thời Lê Trung Hưng. Thế kỷ XVII, có tháp Báo Nghiêm, chùa Bút Tháp, Bắc Ninh, cũng chỉ cao ngần đó, nhưng là một tháp đá bát giác, có nhiều chạm khắc trang trí tinh nhã; thế kỷ XIX, là tháp chùa Thiên Mụ, Huế, một tháp gạch cũng giống như tháp gạch chùa Cổ Lễ, Nam Định..

## Hình ảnh

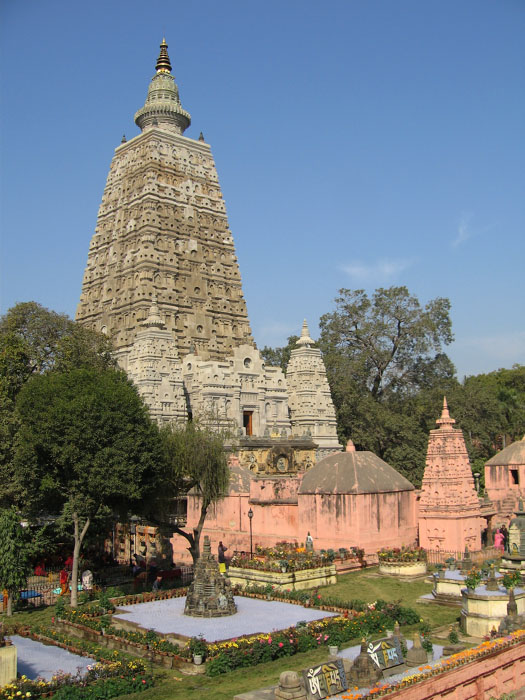
Tháp Giác Ngộ ở chùa Mahabodhi
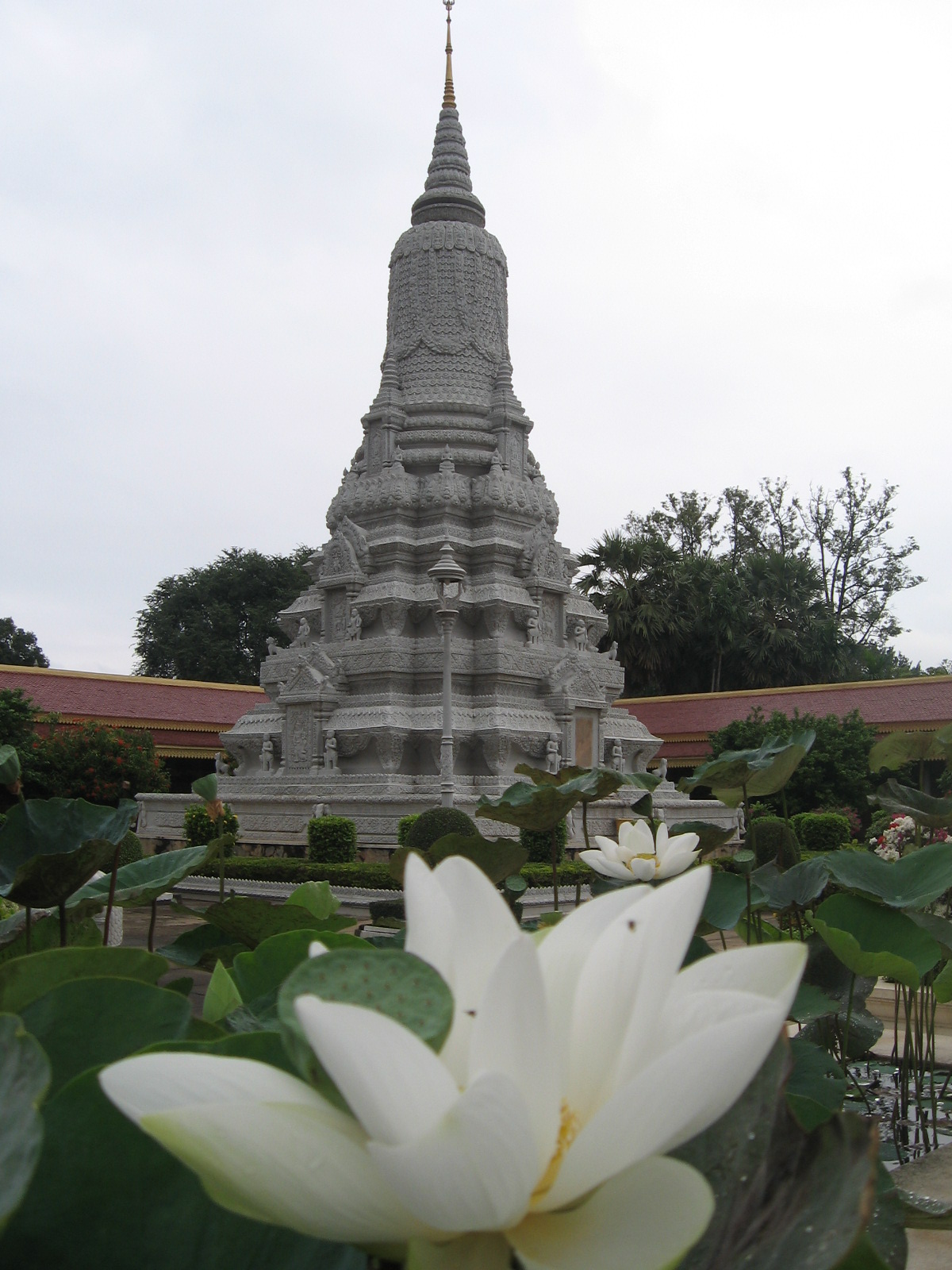
Tháp chùa Bạc ở Phnôm Pênh
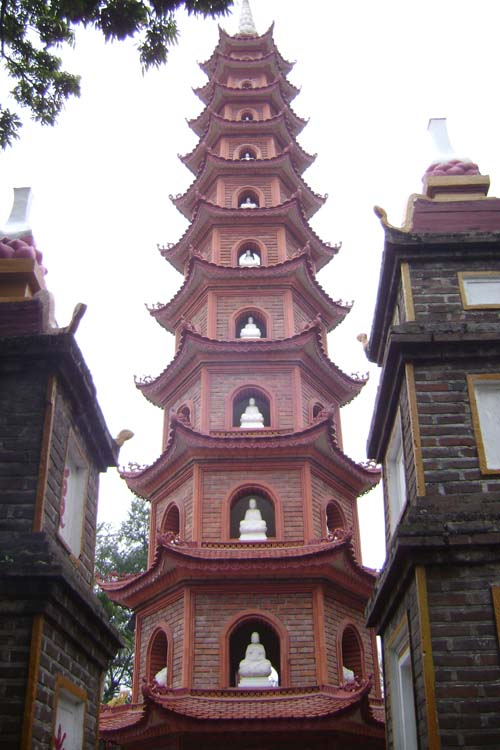
Tháp chùa Trấn Quốc theo phong cách Đại Thừa
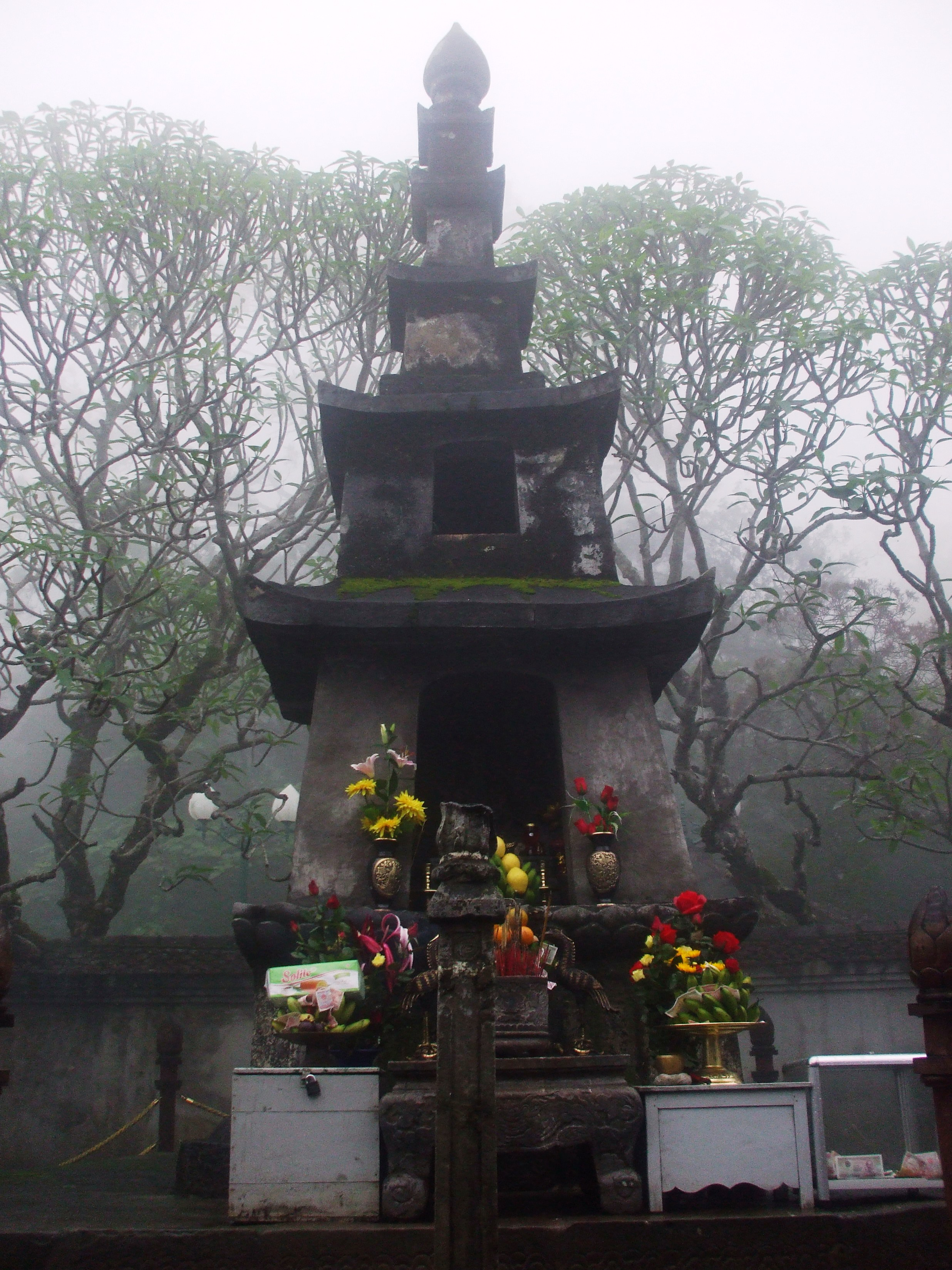
Tháp mộ Điều Ngự Trần Nhân Tông ở Yên Tử
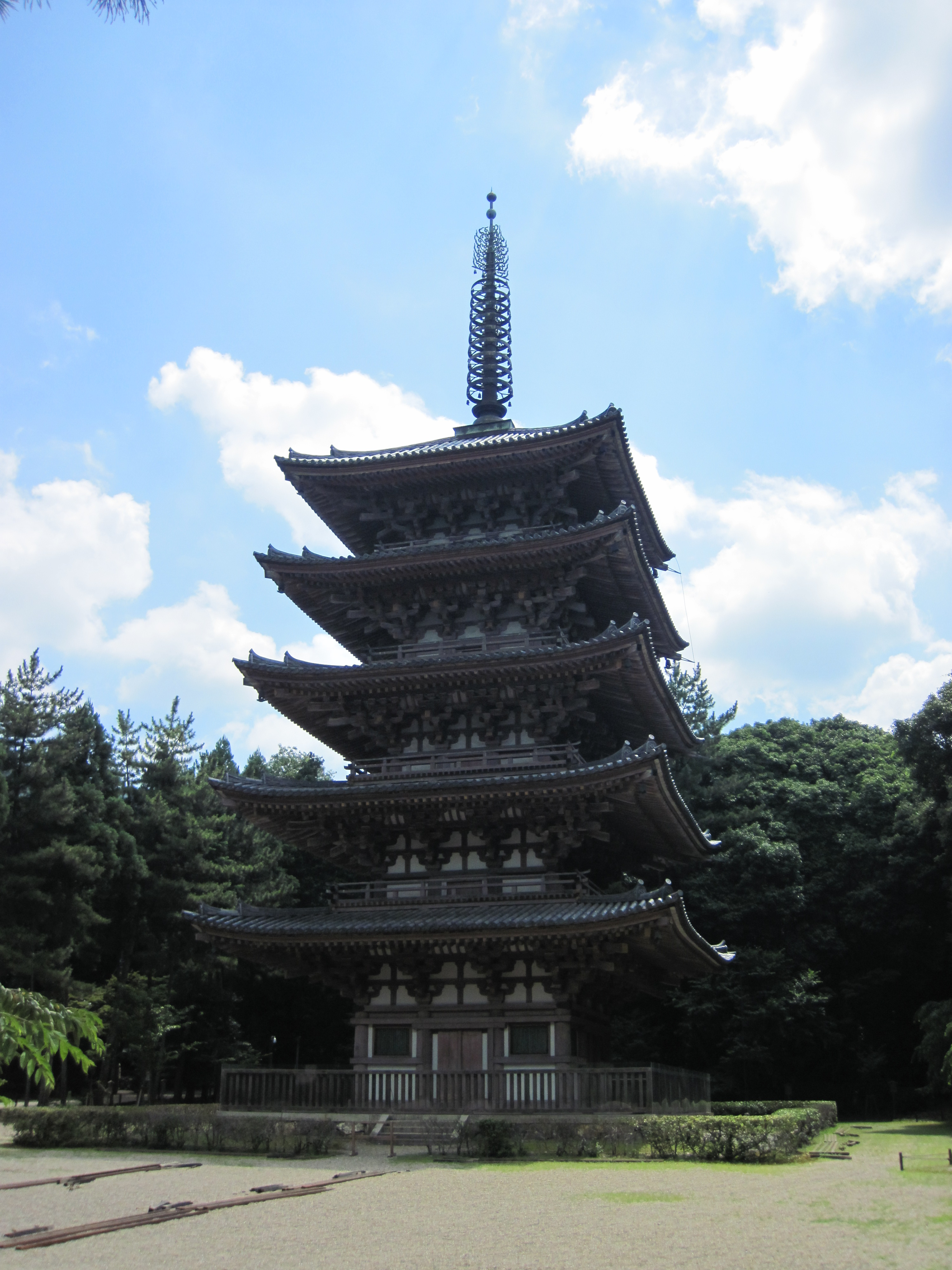
Tháp chùa Daigo-ji (Đề Hồ tự) ở Kyoto
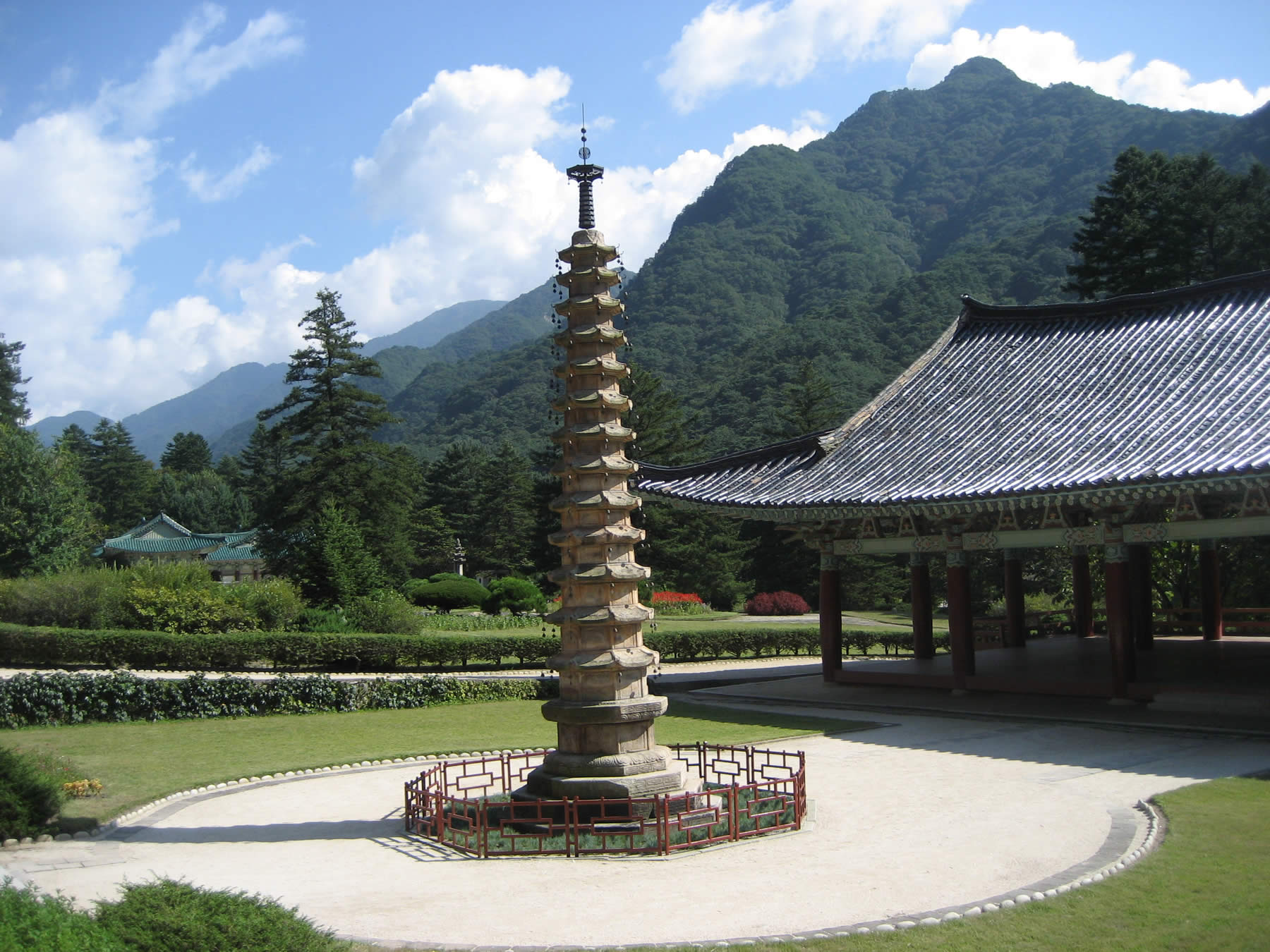
Tháp "Phổ Hiền tự bát giác thập tam tằng" chùa Pohyonsa ở Triều Tiên
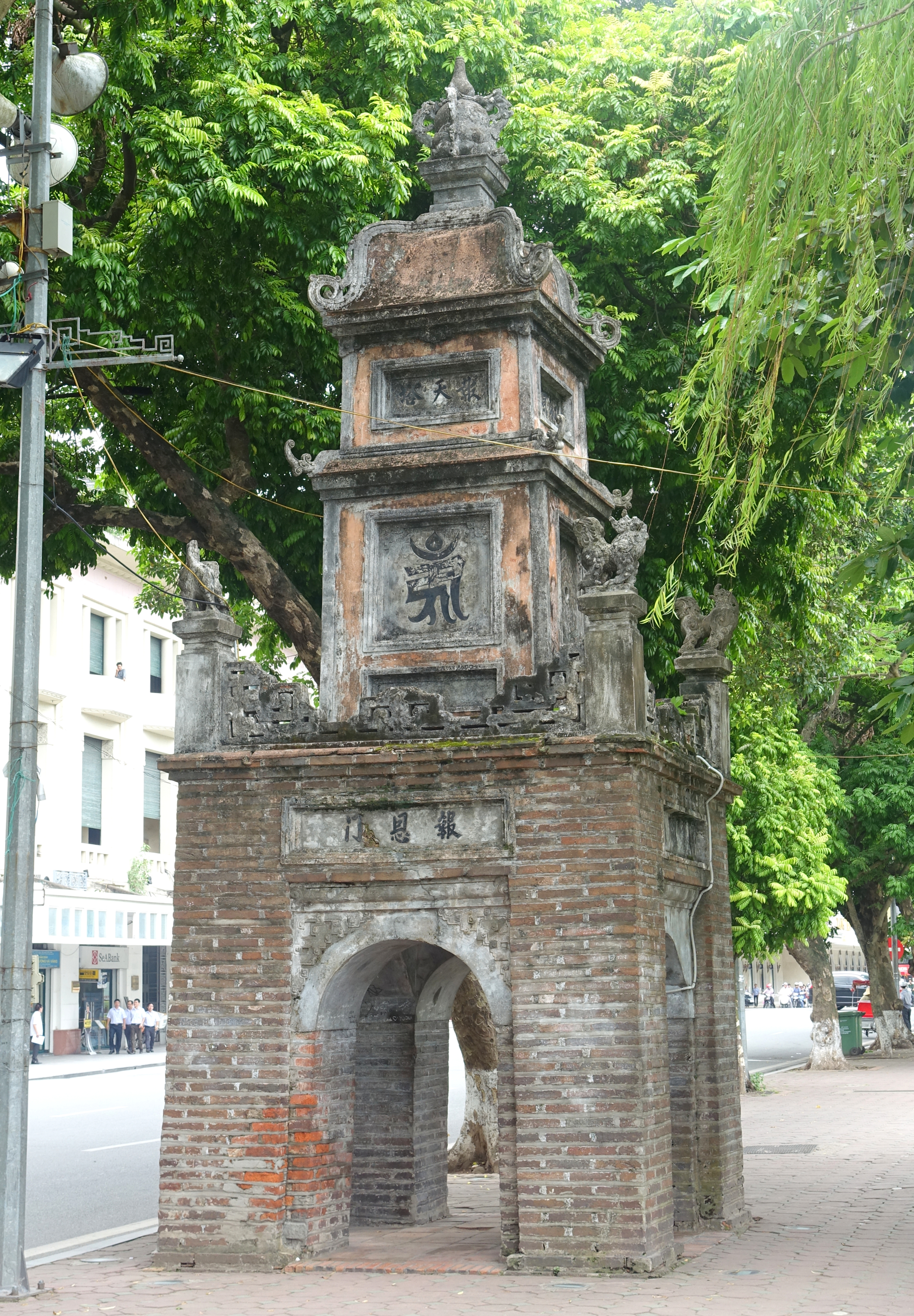
Tháp Hòa Phong còn sót lại của chùa Báo Ân
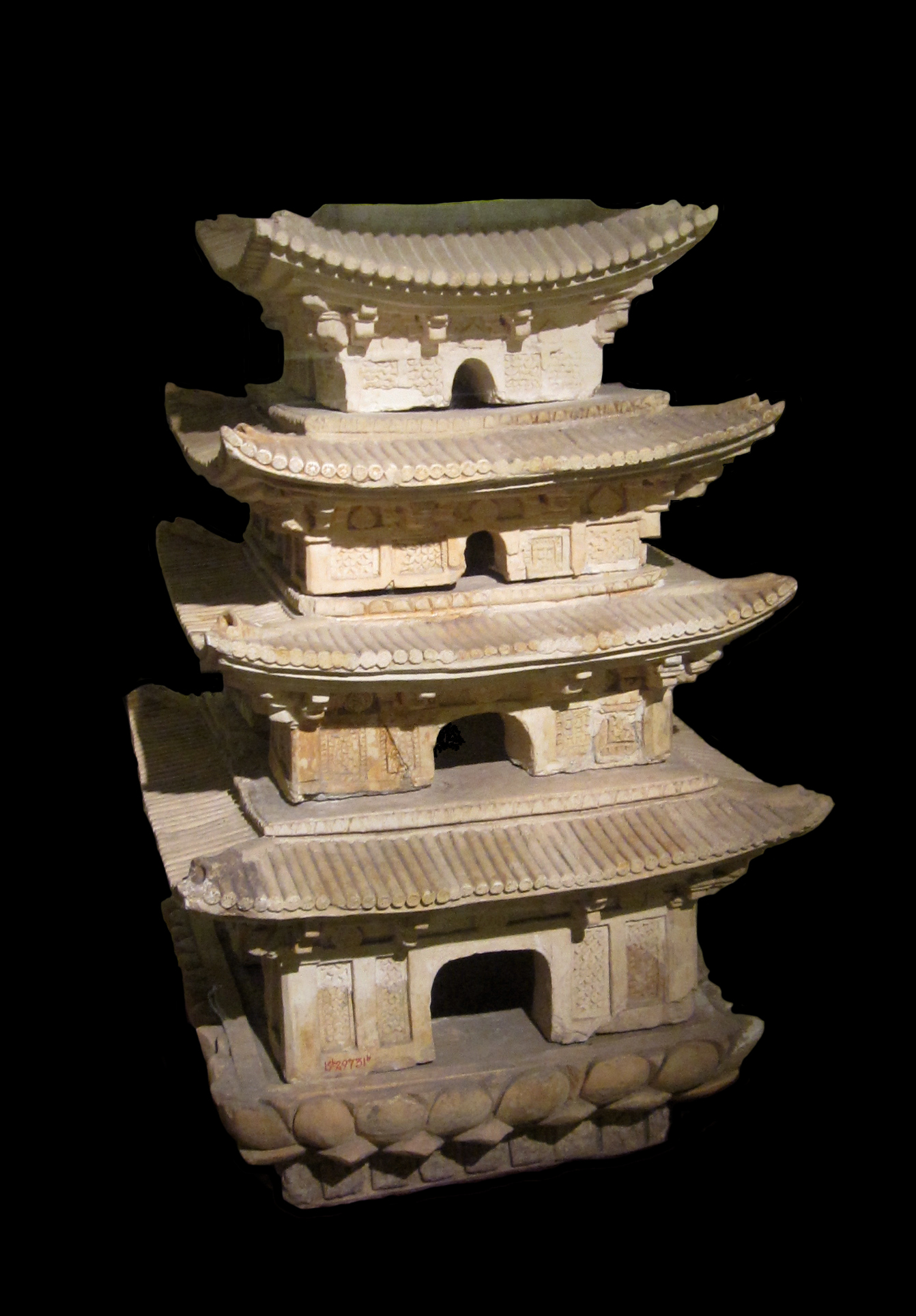
Mô hình tháp gốm phong cách Phật giáo thời Lý
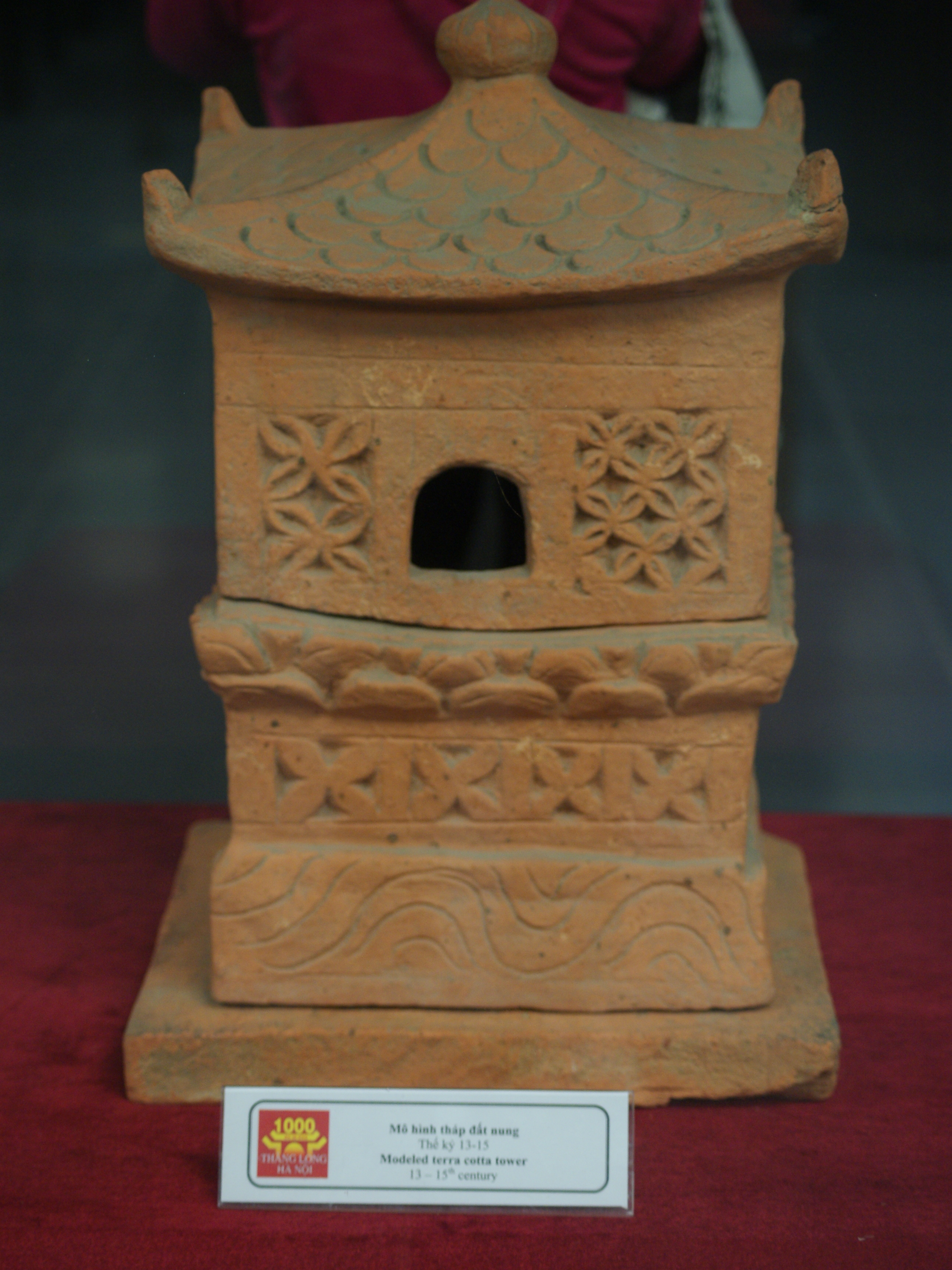
Mô hình tháp đất nung phong cách Phật giáo thời Trần
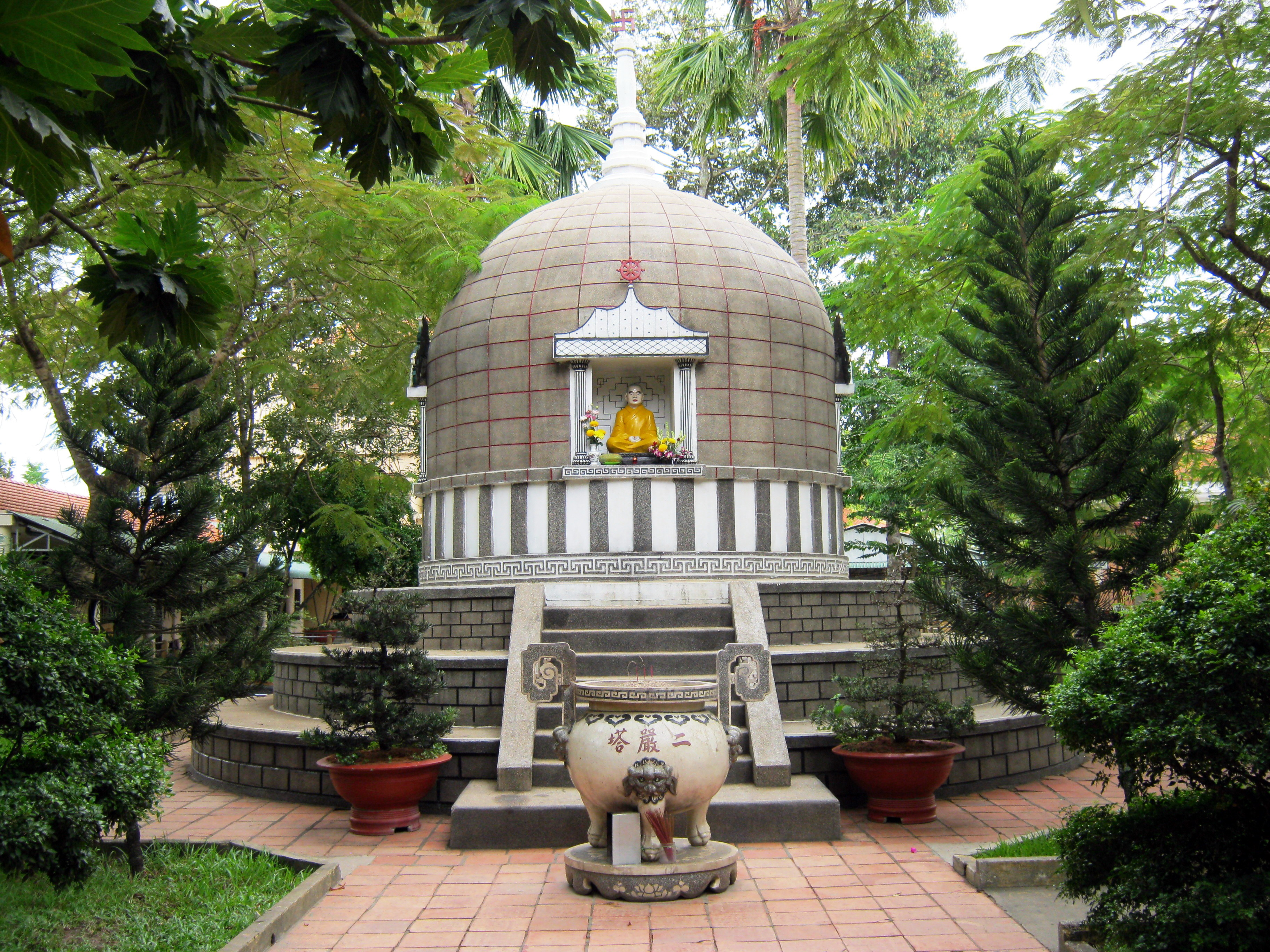
Tháp Nhị Nghiêm, chùa Hoằng Pháp
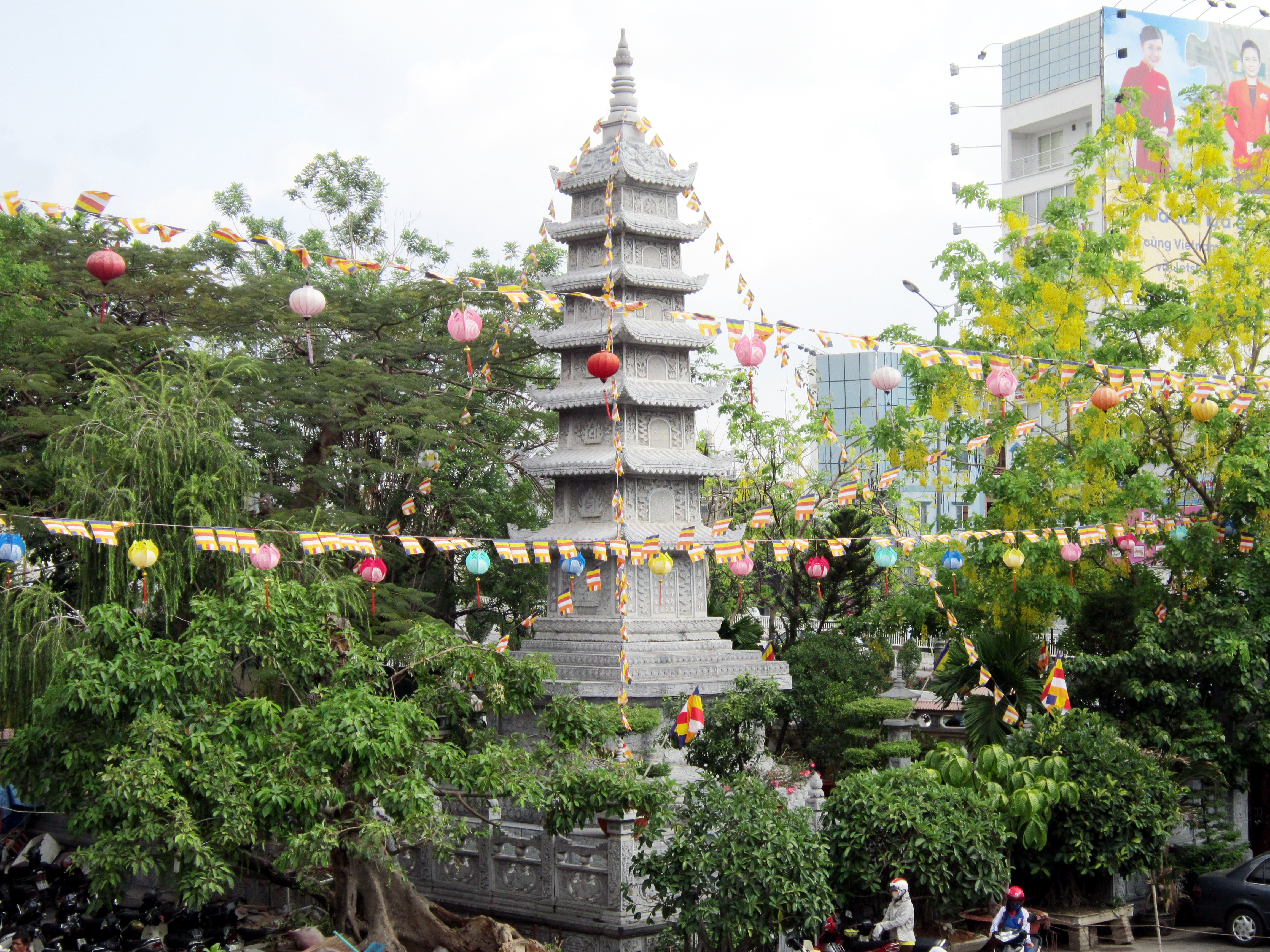
Tháp mộ cao tăng, chùa Vĩnh Nghiêm